# Шор, Егор Фёдорович
Егор Фёдорович Шор — второй лектор французского языка на физико-математическом факультете Московского университета.

## Биография
Е. Ф. Шор был воспитан во Франции. По окончании курса в Богословском факультете Страсбургского университета, посетив другие университеты, занялся преподаванием математики в Мюлмпелгардской гимназии. Приехал в Россию в конце 1833 и был несколько лет домашним учителем, а затем пастором реформатской церкви в Москве (1837—1845). Занял должность лектора французской словесности на физико-математическом факультете Московского университета (1853). Преподавал педагогику и французскую словесность в специальных классах Екатерининского и Александровского институтов.